# Дачное (Бахмутский район)
Да́чное (укр. Дачне, до 2016 года — Го́рького) — посёлок в Торецкой городской общине Бахмутского района Донецкой области Украины. С 20 февраля 2025 года захвачен ВС РФ.
Население по переписи 2001 года составляло 70 человек. Телефонный код — 6247.